# سيرغي كورنيلينكو
سيرغيي ألياكساندرافيتش كارنيلينكو (بالروسية: Корниленко, Сергей Александрович)‏ (مواليد 14 يونيو 1983 في فيتيبسك) لاعب كرة قدم بيلاروسي دولي يجيد اللعب في خط الهجوم . يلعب حاليا لصالح نادي بلاكبول الإنجليزي منذ 2011 .

## روابط خارجية
- سيرغي كورنيلينكو على موقع الاتحاد الأوربي (الإنجليزية)
- سيرغي كورنيلينكو على موقع اتحاد أوكرانيا (الإنجليزية)
- سيرغي كورنيلينكو على موقع قاعدة بيانات كرة القدم.إي يو (الإنجليزية)
- سيرغي كورنيلينكو على موقع ناشيونال فوتبول تيمز (الإنجليزية)
- سيرغي كورنيلينكو على موقع Soccerway.com (الإنجليزية)
- سيرغي كورنيلينكو على موقع عالم كرة القدم.نت (الإنجليزية)
- سيرغي كورنيلينكو على موقع أوليمبيديا (الإنجليزية)
- سيرغي كورنيلينكو على موقع AS.com (الإسبانية)